# Allodia pectinata
Allodia pectinata är en tvåvingeart som beskrevs av Wu, Zheng och Xu 2003. Allodia pectinata ingår i släktet Allodia och familjen svampmyggor. Inga underarter finns listade i Catalogue of Life.